# Erica anomala
Erica anomala là một loài thực vật có hoa trong họ Thạch nam. Loài này được Hilliard & B.L.Burtt mô tả khoa học đầu tiên năm 1985.